# 싸우잰드 치어
싸우잰드 치어(Thousands Cheer)는 미국에서 제작된 조지 시드니 감독의 1943년 코미디, 드라마, 뮤지컬, 멜로/로맨스 영화이다. 캐서린 그레이슨 등이 주연으로 출연하였고 조 패스터넉 등이 제작에 참여하였다.

## 출연

### 주연
- 캐서린 그레이슨
- 진 켈리

### 조연
- 매리 애스터
- 존 볼즈
- 벤 블루
- 프란시스 래퍼티
- 메리 엘리어트
- 프랭크 젠크스
- 프랭크 설리
- 딕 시몬스
- 벤 레시
- 미키 루니
- 주디 갈랜드
- 레드 스켈튼
- 엘리노 포웰
- 앤 소던
- 루실 볼
- 버지니아 오브라이언
- 프랭크 모건
- 레나 혼
- 마샤 헌트
- 마릴린 맥스웰
- 도나 리드
- 마가렛 오브라이언
- 준 앨리슨
- 글로리아 드헤븐
- 존 콘트
- 사라 하든
- 케이 카이저
- 밥 크로스비
- 베니 카터
- 호세 이투르비
- 시그 아노
- 해리 버빗
- M.A. 보그
- 조지아 캐롤
- 월리 카셀
- 시드 카리스
- 클리프 다니엘슨
- 세이르 디어링
- 나탈리 드래퍼
- 도로시 포드
- 잭 가갠
- 아이린 헤일리
- 샘 해리스
- 마이론 힐리
- 베티 제인즈
- 윌리 카우프먼
- 로버트 케이스
- 케너 G. 켐프
- 설리 메이슨
- 제임스 밀리칸
- 에드먼드 모티머
- 베아 니그로
- 헨리 오닐
- 칼 세시
- 해리 스트랭
- 윌리엄 태넌
- 돈 테일러
- 레이 틸
- 제임스 워렌
- 브라이언트 워시번
- 래리 휘트
- 이브 휘트니
- 딕 윈슬로

## 제작진
- 세트: 에드윈 B. 윌리스